# Slovenská Volová
Slovenská Volová és un poble i municipi d'Eslovàquia. Es troba a la regió de Prešov, al nord del país.

## Història
La primera referència escrita de la vila data del 1451.

## Demografia
| Godina             | 1994 | 2004    | 2014   | 2024   |
| ------------------ | ---- | ------- | ------ | ------ |
| Nombre de persones | 433  | 493     | 541    | 581    |
| Diferència         |      | +13,85% | +9,73% | +7,39% |

| Godina             | 2023 | 2024   |
| ------------------ | ---- | ------ |
| Nombre de persones | 577  | 581    |
| Diferència         |      | +0,69% |